# Mysteria darwini
Mysteria darwini är en skalbaggsart som först beskrevs av Auguste Lameere 1902.  Mysteria darwini ingår i släktet Mysteria och familjen långhorningar. Inga underarter finns listade i Catalogue of Life.